# ㅋ
ㅋ (reviderad romanisering: kieuk, hangul: 키읔) är den elfte bokstaven i det koreanska alfabetet. Den är en av fjorton grundkonsonanter.